# Zschornoer Heide
Zschornoer Heide este o arie protejată (arie de protecție specială avifaunistică — SPA) din Germania întinsă pe o suprafață de 2.327,92 ha, integral pe uscat.

## Localizare
Centrul sitului Zschornoer Heide este situat la coordonatele 51°37′13″N 14°36′38″E / 51.6203°N 14.6106°E.

## Înființare
Situl Zschornoer Heide a fost declarat arie de protecție specială avifaunistică în iunie 2004 pentru a proteja 20 de specii de animale.

## Biodiversitate
Situată în ecoregiunea continentală, aria protejată nu include niciun habitat protejat.
La baza desemnării sitului se află mai multe specii protejate de  păsări (20): minunița (Aegolius funereus), rață mică (Anas crecca crecca), Anas platyrhynchos platyrhynchos, fâsă-de-câmp (Anthus campestris), buha (Bubo bubo), caprimulg (Caprimulgus europaeus), erete de stuf (Circus aeruginosus), ciocănitoare neagră (Dryocopus martius), șoimul rândunelelor (Falco subbuteo), ciuvică (Glaucidium passerinum), Grus grus grus, sfrâncioc roșiatic (Lanius collurio), sfrâncioc mare (Lanius excubitor excubitor), ciocârlie de pădure (Lullula arborea), vultur pescar (Pandion haliaetus), viespar (Pernis apivorus), sitar de pădure (Scolopax rusticola), silvie porumbacă (Sylvia nisoria), pupăză (Upupa epops), nagâț (Vanellus vanellus).